# لیگ دسته اول فوتبال ارمنستان ۲۰۰۵
فصل ۲۰۰۵ لیگ دسته اول فوتبال ارمنستان در ۱۹ آوریل ۲۰۰۵ آغاز شد و در ۸ اکتبر ۲۰۰۵ به پایان رسید. باشگاه فوتبال پیونیک قهرمان لیگ شد، اما چون یک تیم ذخیره بود نتوانست به لیگ برتر فوتبال ارمنستان صعود کند. در نتیجه تیم دوم جدول باشگاه فوتبال آرارات ایروان صعود کرد. تیم باشگاه فوتبال گاندزاسار کاپان رتبه سوم در بازی حذفی صعود/ سقوط بازی کرد که شکست خورد.

## نمای کلی
- باشگاه فوتبال آبوویان و باشگاه فوتبال ایروان یونایتد به لیگ پیوستند.
- باشگاه فوتبال زنیت چارنتساوان و باشگاه فوتبال دینامو-وی‌زد ایروان تیم های ذخیره باشگاه فوتبال دینامو زنیت ایروان بودند.
- تیم‌های ذخیره مانند پیونیک-۲، نتوانستند صعود کنند.

## جدول لیگ
| رتبه | تیم                            | بازی | برد | مساوی | باخت | گل زده | گل خورده | گل تفاضل | امتیاز | صعود یا صلاحیت                                                                                        |
| ---- | ------------------------------ | ---- | --- | ----- | ---- | ------ | -------- | -------- | ------ | --- |
| ۱    | باشگاه فوتبال پیونیک           | ۲۴   | ۱۸  | ۳     | ۳    | ۸۲     | ۱۵       | ۶۷+      | ۵۷     | قهرمانی                                                                                               |
| ۲    | باشگاه فوتبال آرارات ایروان    | ۲۴   | ۱۸  | ۲     | ۴    | ۷۲     | ۱۸       | ۵۴+      | ۵۶     | صعود به لیگ برتر فوتبال ارمنستان ۲۰۰۶. قهرمان نتوانست صعود کند.                                       |
| ۳    | باشگاه فوتبال گاندزاسار کاپان  | ۲۴   | ۱۶  | ۳     | ۵    | ۶۲     | ۲۴       | ۳۸+      | ۵۱     | صعود/سقوط بازی حذفی                                                                                   |
| ۴    | باشگاه فوتبال ایروان یونایتد   | ۲۴   | ۱۶  | ۵     | ۳    | ۶۴     | ۲۲       | ۴۲+      | ۵۰     | |
| ۵    | باشگاه فوتبال میکا             | ۲۴   | ۱۴  | ۸     | ۲    | ۶۴     | ۱۶       | ۴۸+      | ۵۰     | |
| ۶    | باشگاه فوتبال اورارتو          | ۲۴   | ۱۲  | ۴     | ۸    | ۵۷     | ۳۸       | ۱۹+      | ۴۰     | |
| ۷    | باشگاه فوتبال کوتایک           | ۲۴   | ۹   | ۴     | ۱۱   | ۳۹     | ۴۵       | ۶−       | ۳۱     | |
| ۸    | باشگاه فوتبال واغارشاپات       | ۲۴   | ۸   | ۴     | ۱۲   | ۳۸     | ۵۹       | ۲۱−      | ۲۸     | |
| ۹    | فیما ایروان                    | ۲۴   | ۷   | ۴     | ۱۳   | ۲۷     | ۴۳       | ۱۶−      | ۲۵     | |
| ۱۰   | باشگاه فوتبال دینامو ایروان    | ۲۴   | ۶   | ۳     | ۱۵   | ۲۶     | ۵۶       | ۳۰−      | ۱۸     | |
| ۱۱   | باشگاه فوتبال لوری             | ۲۴   | ۶   | ۰     | ۱۸   | ۳۹     | ۷۷       | ۳۸−      | ۱۸     | |
| ۱۲   | باشگاه فوتبال آبوویان          | ۲۴   | ۲   | ۰     | ۲۲   | ۱۳     | ۱۲۵      | ۱۱۲−     | ۶      | |
| ۱۳   | باشگاه فوتبال زنیت چارنتساوان  | ۲۴   | ۴   | ۰     | ۲۰   | ۱۲     | ۵۷       | ۴۵−      | ۶      | کناره‌گیری پیش از شروع فصل. بازی‌های انجام نشده مقابل تیم‌های حریف با نتیجه ۰–۳ به سودشان به پایان رسید. |
| ۱۴   | باشگاه فوتبال آراکس آرارات     | ۰    | ۰   | ۰     | ۰    | ۰      | ۰        | ۰        | ۰      | کناره‌گیری در شروع فصل، رکورد موجود باطل شد.                                                           |
| ۱۵   | باشگاه فوتبال اورارتو          | ۰    | ۰   | ۰     | ۰    | ۰      | ۰        | ۰        | ۰      | کناره‌گیری در شروع فصل، رکورد موجود باطل شد.                                                           |
| ۱۶   | باشگاه فوتبال اولیس            | ۰    | ۰   | ۰     | ۰    | ۰      | ۰        | ۰        | ۰      | کناره‌گیری پیش از شروع فصل.                                                                            |
| ۱۷   | باشگاه فوتبال لوکوموتیو ایروان | ۰    | ۰   | ۰     | ۰    | ۰      | ۰        | ۰        | ۰      | کناره‌گیری پیش از شروع فصل.                                                                            |

1. ↑  باشگاه فوتبال ایروان یونایتد  به دلیل عدم حضور در هفته شانزدهم ۳ امتیاز را از دست داد.
2. ↑  باشگاه فوتبال دینامو ایروان به دلیل عدم پرداخت به موقع جریمه ۳ امتیاز را از دست داد.
3. ↑  زنیت چارنتساوان به دلیل عدم پرداخت حق الزحمه بازیکنان 6 امتیاز را از دست داد.

## سقوط/صعود بازی حذفی
| تاریخ    | ورزشگاه | PL Club             | نتیجه | FL Club                       | اطلاعات                                                                              |
| -------- | ------- | ------------------- | ----- | ----------------------------- | ------------------------------------------------------------------------------------ |
| ۲۲ اکتبر | نامعلوم | باشگاه فوتبال شیراک | ۵–۱   | باشگاه فوتبال گاندزاسار کاپان | گاندزاسار در بازی حذفی شکست خورد، اما بعداً با تصمیم فدراسیون فوتبال به لیگ صعود کرد. |